# Jurg Meijer
Jurg Meijer (30 de marzo de 1983) es un deportista neerlandés que compitió en ciclismo de montaña en la disciplina de campo a través para cuatro. Ganó una medalla de bronce en el Campeonato Mundial de Ciclismo de Montaña de 2007 y una medalla de bronce en el Campeonato Europeo de Ciclismo de Montaña de 2010.

## Palmarés internacional
| Campeonato Mundial | Campeonato Mundial         | Campeonato Mundial | Campeonato Mundial    |
| Año                | Lugar                      | Medalla            | Competición           |
| ------------------ | -------------------------- | ------------------ | --------------------- |
| 2007               | Fort William (Reino Unido) | Medalla de bronce  | Campo a través para 4 |
| Campeonato Europeo |                            |                    |                       |
| Año                | Lugar                      | Medalla            | Competición           |
| 2010               | Willingen (Alemania)       | Medalla de bronce  | Campo a través para 4 |